# Acraea media
Acraea media är en fjärilsart som beskrevs av Eltringham 1911. Acraea media ingår i släktet Acraea och familjen praktfjärilar. Inga underarter finns listade i Catalogue of Life.